# Mescolanza additiva

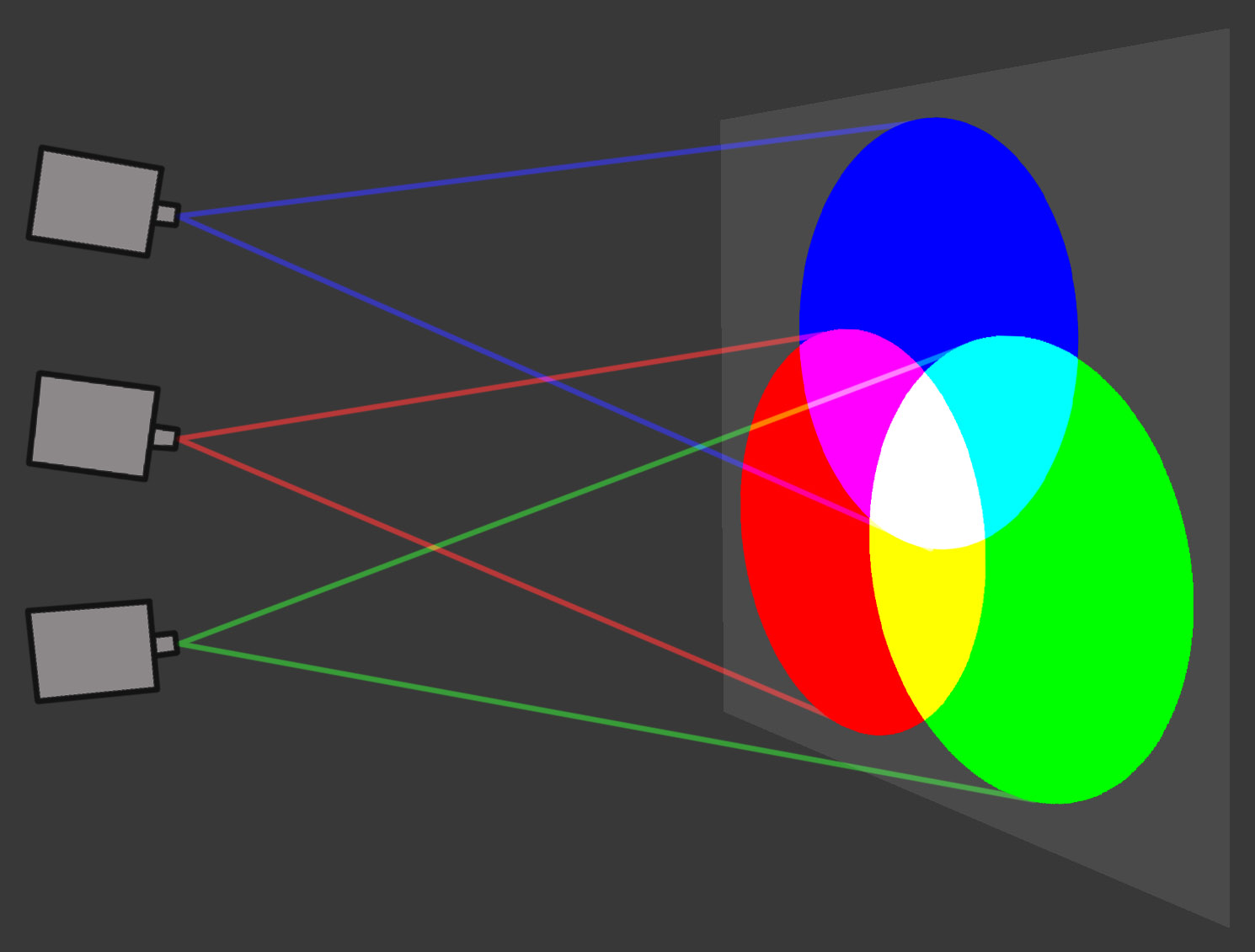
Figura 1. Mescolanza additiva di rosso, verde e blu ottenuta per proiezione su uno schermo bianco in una stanza buia. Dove i fasci luminosi si sovrappongono appare un altro colore.

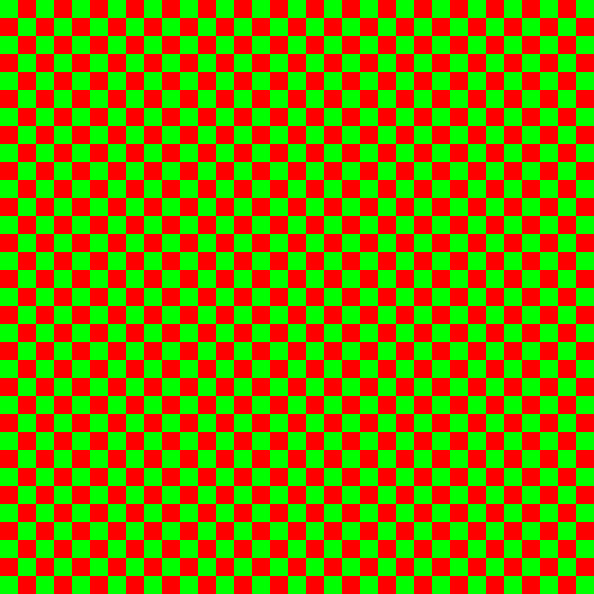
Figura 2. Mescolanza additiva a mosaico. Osservate a distanza, le tessere rosse e verdi si fondono e appare il colore giallo.

La mescolanza additiva o  sintesi additiva di due o più colori consiste nel far pervenire all'occhio umano due o più fasci luminosi che singolarmente producono sensazioni di colore distinte (ad esempio rosso e verde) in modo da produrre la sensazione di un altro colore (in questo caso, il giallo).
La mescolanza dei fasci luminosi si può ottenere in diversi modi; ad esempio:
1. proiettando su uno schermo, normalmente bianco, due o più fasci colorati in modo che si sovrappongano e pertanto vengano riflessi sommati verso l'occhio (vedi figura 1);
2. facendo pervenire all'occhio i fasci colorati non contemporaneamente, ma in rapida successione; la somma in questo caso è temporale ed è dovuta alla persistenza delle immagini sulla retina;
3. creando un mosaico di tessere colorate giustapposte e sufficientemente piccole che, se osservate da un'opportuna distanza, vengono sommate nell'occhio, il cui potere risolvente non riesce a separarle (vedi figura 2); i colori prodotti da uno schermo televisivo sono ottenuti con questo metodo.

## Gli esordi
La dimostrazione che nuovi colori possono essere ottenuti come "somma" di altri colori si può far risalire a Isaac Newton, che nel 1666 provò che la luce solare, che appare bianca, è in realtà una mescolanza di tutti i colori dello spettro visibile.
Poco più di cinquant'anni dopo, nel 1722, l'ipotesi che però bastasse un numero limitato di colori per produrne moltissimi altri fu messa in pratica da Jacob Christoph Le Blon, inventore di un sistema di stampa a tre colori e, con l'aggiunta del nero, a quattro colori. Nel suo libro Coloritto; or the Harmony of Colouring in Painting/L'Harmonie du coloris dans la peinture del 1725, Le Blon però non parla solo del principio su cui si basa tale sistema, cioè la sintesi sottrattiva, ma anche della sintesi additiva. Scrive infatti: "La pittura può rappresentare tutti gli oggetti visibili con tre colori: giallo, rosso e blu; tutti gli altri colori possono essere formati con questi tre, che chiamo primari […]. E una miscela di quei [tre, ndt] colori fondamentali [se in ugual proporzione, ndt] produce un nero e [se in proporzioni variabili, ndt] anche qualsiasi altro colore. […] Sto parlando solo dei colori materiali, ossia quelli usati dai pittori; poiché una mescolanza di tutti i colori primari immateriali, che non si possono toccare [cioè emissioni di luce colorata, ndt], non produrrà il nero, ma il suo esatto contrario, il bianco" (vedi figura 3).

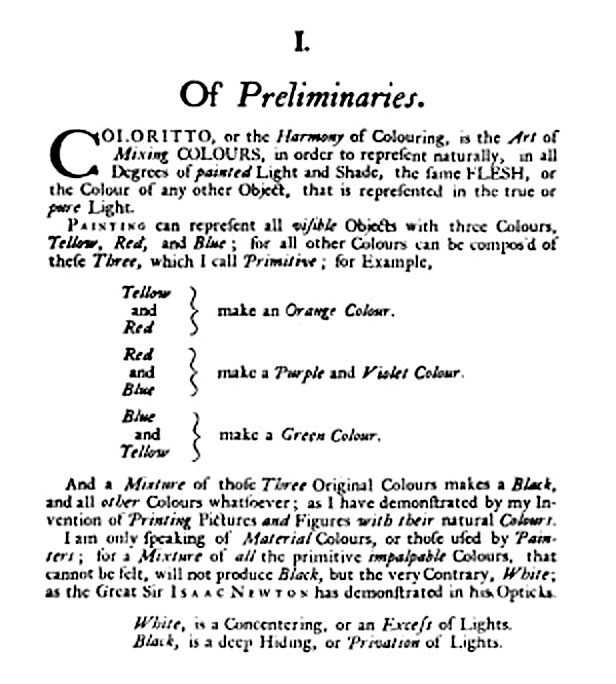
Figura 3. Una pagina del Coloritto, in cui Le Blon parla della sintesi dei colori.

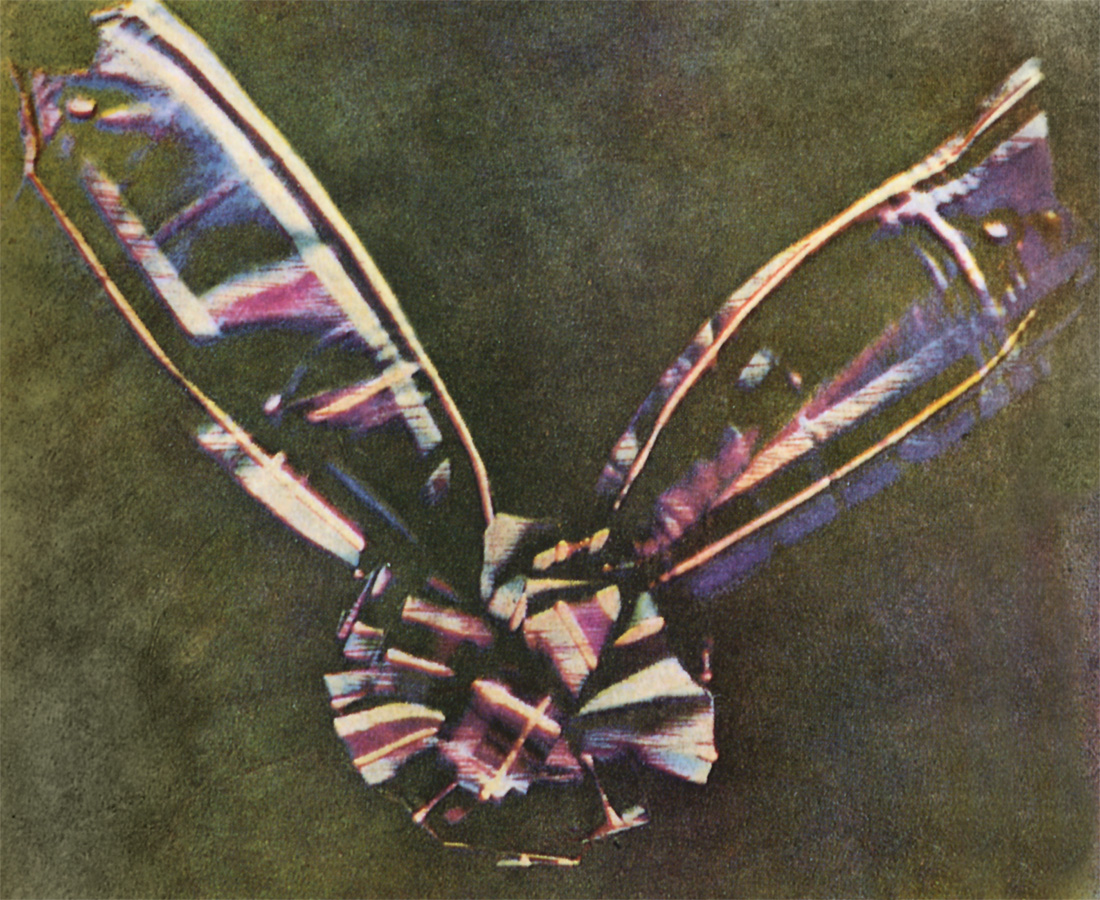
Figura 4. La prima fotografia tricromatica a colori, prodotta da Maxwell nel 1861, ritrae un fiocco colorato.

Nel 1801 Thomas Young, in una conferenza tenuta il 12 novembre presso la Royal Society di Londra, pone le basi della teoria tricromatica della visione, che sarà ripresa in seguito da Hermann von Helmholtz, ipotizzando che la retina contenga tre tipi di recettori sensibili a tre bande dello spettro visibile, ciò che permetterà di sviluppare e spiegare i sistemi di riproduzione dei colori a partire da colori primari.
Nel 1861 James Clerk Maxwell, durante una lezione al King's College di Londra, proietta la prima fotografia tricromatica a colori (vedi figura 4), ottenuta con la collaborazione di Thomas Sutton e basata proprio sulla sintesi additiva. Per produrla furono scattate tre diverse fotografie su lastra usando tre filtri: rosso, verde e blu. Dai negativi vennero ricavate tre lastre positive che furono proiettate registrandone perfettamente la sovrapposizione con tre proiettori a loro volta muniti degli stessi filtri colorati.

## Le basi
La sintesi da parte dell'occhio di una gamma più o meno estesa di colori a partire da due o più colori è sempre basata sulla mescolanza di raggi luminosi. Questo vale sia per la sintesi additiva, qui trattata, sia per quella sottrattiva.
Alla base sta il fatto che ciò che era stato ipotizzato da Young corrisponde al vero, poiché nella retina sono presenti i coni, cioè tre tipi di fotorecettori che contengono tre diversi pigmenti colorati che agiscono da filtri, cioè assorbono tre diverse gamme dello spettro elettromagnetico.
Le curve che indicano la sensibilità spettrale (cioè alle varie lunghezze d'onda) dei tre tipi di coni, indicati con le lettere greche ρ, γ, β, sono mostrate nella figura 5. La striscia colorata sotto le tre curve mostra i colori corrispondenti alle varie lunghezze d'onda. 

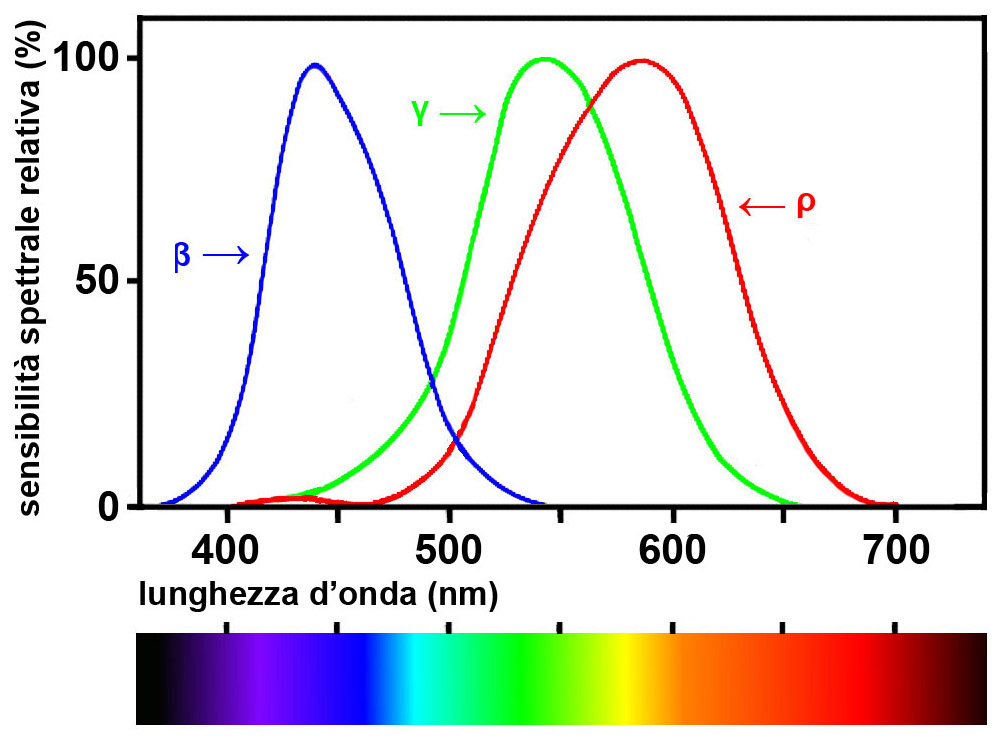
Figura 5. Curve di sensibilità spettrale dei tre tipi di fotorecettori umani responsabili della visione a colori.

Come si può notare le tre curve in buona parte si sovrappongono: ad esempio i coni ρ  e i coni γ sono entrambi sensibili alle lunghezze d'onda del giallo (cioè alle lunghezze d'onda che l'occhio percepisce come giallo), ed esistono anche lunghezze d'onda a cui sono sensibili tutti e tre i tipi di coni.
La figura già permette di spiegare a grandi linee il funzionamento della sintesi additiva. Se le frequenze di due o più fasci luminosi stimolano due o tre tipi di coni, il sistema visivo sintetizza il colore che verrebbe prodotto da un'unica lunghezza d'onda che stimolasse nello stesso modo gli stessi due o tre tipi di coni. Ad esempio due raggi luminosi che stimolassero uno prevalentemente i coni ρ e l'altro prevalentemente i coni γ e che quindi singolarmente sarebbero percepiti come rosso e verde, inviati insieme all'occhio, ad esempio con uno dei tre metodi indicati all'inizio, sarebbero percepiti come giallo. 
Quanto appena detto può essere ottenuto con due o più stimoli di colore (come sono usualmente chiamati i fasci luminosi che stimolano i coni) qualsiasi. Tuttavia la sintesi additiva, come la si intende attualmente nei procedimenti di riproduzione dei colori, ha un obiettivo molto più ambizioso: riuscire, con un numero limitato di stimoli di colore, possibilmente tre (dal momento che esistono tre tipi di coni sensibili a tre diverse bande di colore), a riprodurre il maggior numero di colori, possibilmente tutti i colori visibili. 

## La riproduzione dei colori per sintesi additiva tricromatica

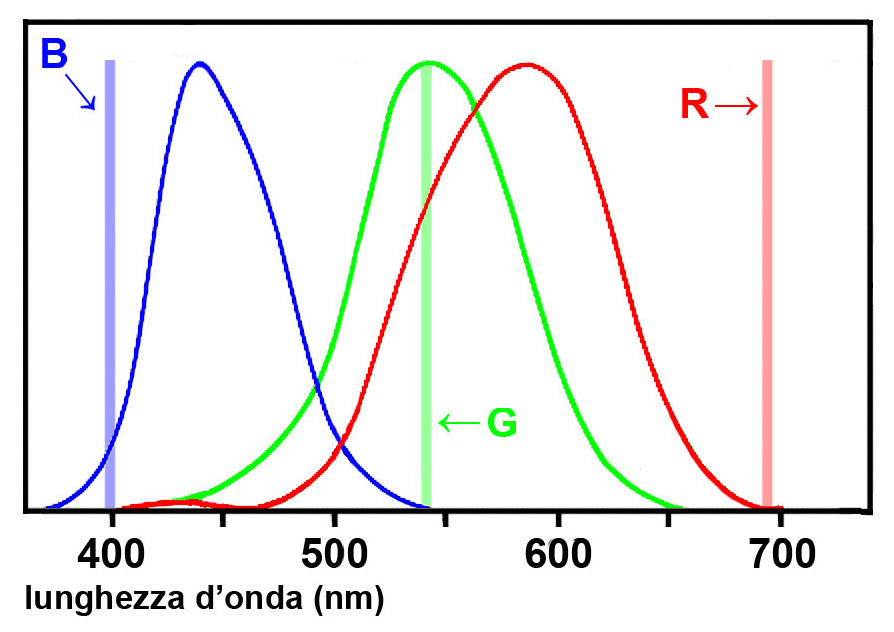
Figura 6.

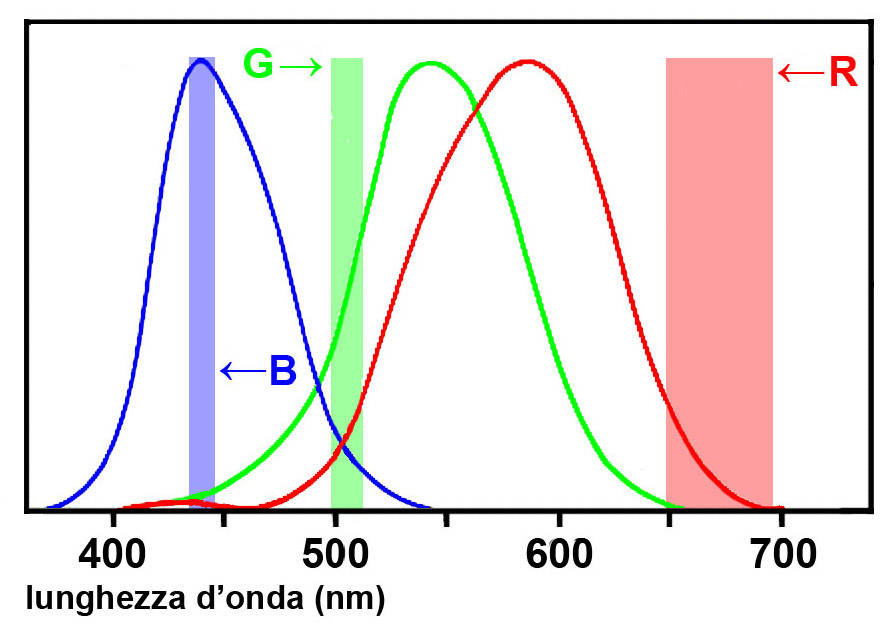
Figura 7.

Per potere riprodurre tutta la gamma di colori visibili usando tre stimoli di colore occorrerebbe che ciascuno fosse in grado di stimolare solo uno dei tre tipi di coni, e che ciascuno avesse una lunghezza d'onda (o lunghezze d'onda, se non è monocromatico) a cui i coni fossero apprezzabilmente sensibili. Tuttavia nessuna delle due condizioni può essere soddisfatta. Nella figura 6, ad esempio, sono indicati, con le linee colorate verticali, tre stimoli di colore monocromatici (cioè costituiti da una sola lunghezza d'onda) che permetterebbero la sintesi di buona parte dei colori visibili (anche se non tutti; ad esempio sarebbero esclusi i verdi molto saturi), ma in pratica non utilizzati perché i due stimoli blu e rosso si trovano vicino agli estremi dello spettro visibile dove i coni sono poco sensibili. Gli stimoli in figura 7 sono migliori da questo punto di vista, ma a loro volta non permettono la sintesi di tutti i colori col massimo della saturazione.
Nelle applicazioni pratiche vengono quindi usati stimoli di colore che si discostano da quelli visti e che sono scelti sia in base al tipo di dispositivo con cui vengono prodotti, sia con l'intento di ottenere la massima gamma possibile di colori senza un eccessivo dispendio energetico. Normalmente, a questi scopi, i tre stimoli non sono monocromatici (anche se singolarmente sono percepiti come rossi, verdi e blu) e le loro bande sono più larghe di quelle mostrate nella figura 7. I tre stimoli usati vengono usualmente indicati con le lettere R, G e B e vengono anche chiamati colori primari additivi, o anche colori (primari additivi) RGB, ovviamente con riferimento alla sintesi tricromatica.
Le figure 8, 9 e 10, più precisamente le aree piene colorate, mostrano tre tipiche terne di colori primari RGB usate in pratica, e più precisamente la loro potenza spettrale. Sono anche indicate, per confronto, le curve di sensibilità spettrale dei coni (le stesse della figura 5). Le aree nella figura 8 sono relative alla potenza spettrale trasmessa da lampade di proiezione filtrate con filtri RGB; quelle nella figura 9 sono relative alla potenza di emissione dei fosfori RGB usati nei televisori a colori; quelle nella figura 10 sono relative alla potenza spettrale trasmessa da LCD retroilluminati e filtrati con filtri RGB, usati nei televisori a colori.

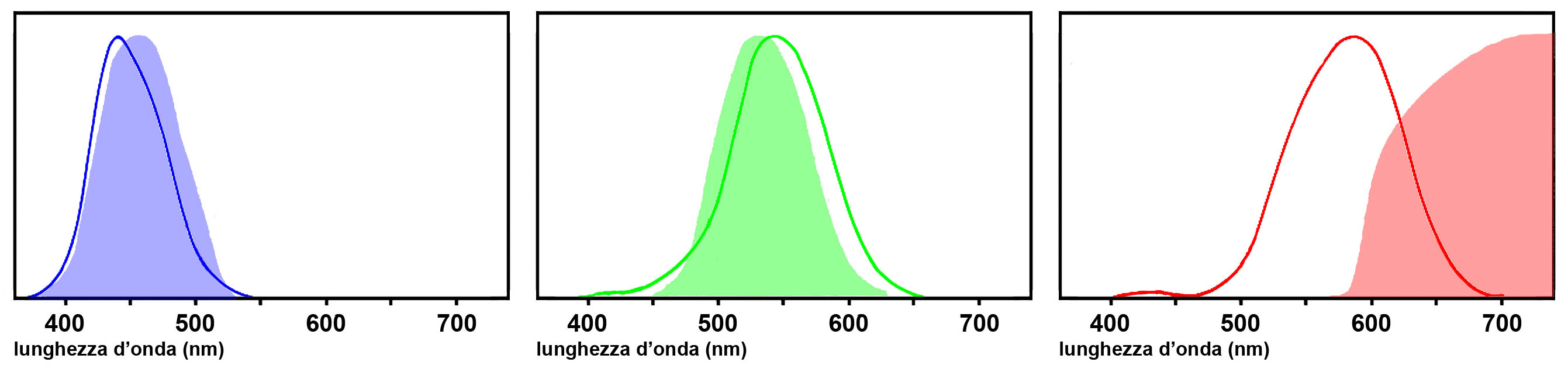
Figura 8. Potenza spettrale di lampade di proiezione RGB.

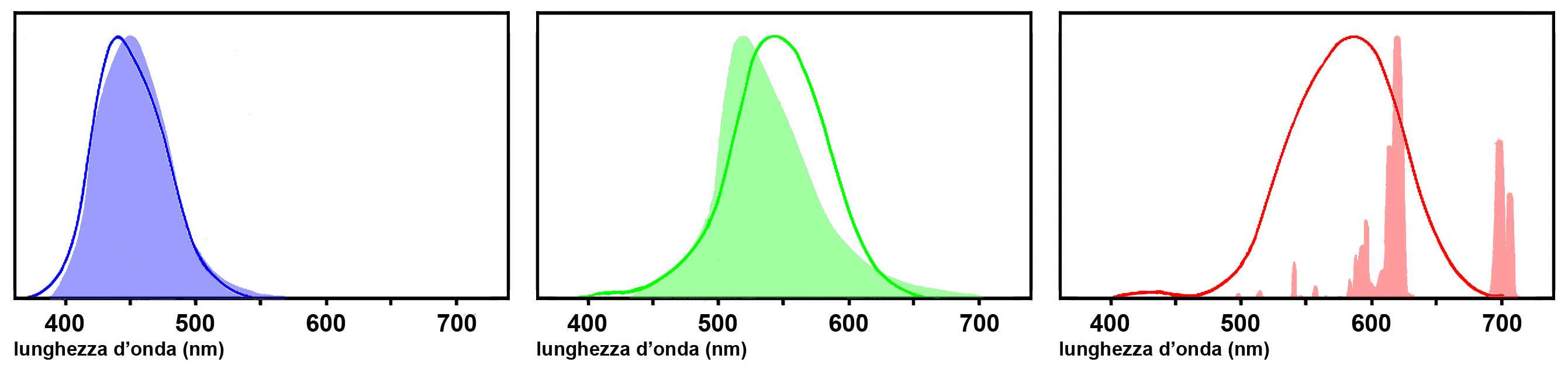
Figura 9. Potenza spettrale di fosfori RGB.

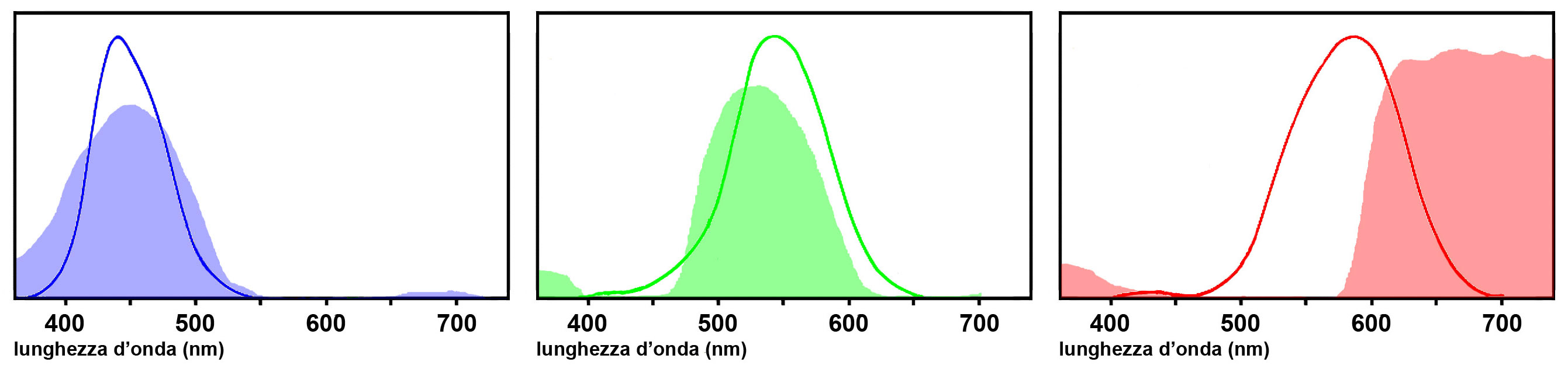
Figura 10. Potenza spettrale dei sottopixel RGB di un LCD retroilluminato.

## Funzionicolor-matching, osservatore standard CIE 1931 e diagramma di cromaticità
Nel 1931 la Commissione internazionale per l'illuminazione (Commission Internationale de l'Éclairage, nel seguito CIE) sviluppò un metodo per specificare gli stimoli di colore, largamente adottato e usato tuttora (anche se la stessa CIE ha in seguito sviluppato altri metodi), che ha permesso, fra l'altro, sia di comprendere la sintesi additiva dei colori, sia di usarla a fini pratici.
Il metodo si fonda sull'ipotesi che la sensazione di colore prodotta da qualsiasi stimolo di colore (cioè da qualunque distribuzione di onde elettromagnetiche cui l'occhio è sensibile) può essere prodotta anche da una mescolanza additiva di tre opportuni stimoli primari, detti brevemente tristimolo, ciascuno con un'opportuna intensità. Le quantità dei tre primari (cioè la loro intensità) necessarie a uguagliare uno stimolo costituiscono i valori di tristimolo. Ciò si può sintetizzare con la relazione:
Q ≡ r[R] + g[G] + b[B]
che significa: lo stimolo Q è uguagliato da r unità del primario R, g unità del primario G e b unità del primario B (sono state usate le lettere R, G e B perché i tre primari usati nel seguito sono percepiti come rosso, verde e blu).
La relazione gode della seguente proprietà additiva, verificata sperimentalmente. Dati due stimoli Q1 e Q2:
Q1 ≡ r1[R] + g1[G] + b1[B]

Q2 ≡ r2[R] + g2[G] + b2[B]
è possibile predire i valori di tristimolo che uguagliano lo stimolo Q1 + Q2, poiché:
Q1 + Q2 ≡ (r1 + r2)[R] + (g1 + g2)[G] + (b1 + b2)[B]
Le funzioni r(λ), g(λ) e b(λ) che danno i valori di tristimolo necessari a uguagliare gli stimoli di tutte le lunghezze d'onda λ visibili sono chiamate funzioni color matching (color matching functions nei testi in inglese) e, tenendo conto della proprietà additiva appena vista, qualora tali funzioni fossero note, sarebbe possibile predire i valori di tristimolo per qualsiasi stimolo.  
I due più importanti esperimenti per la determinazione di queste funzioni furono condotti nel 1928 da William David Wright e nel 1931 da John Guild.
Per i due esperimenti, cui parteciparono rispettivamente 10 e 7 persone, dette osservatori, si utilizzarono due colorimetri tricromatici, come schematizzato nella figura 11.  Guild usò stimoli primari con lunghezze d'onda di 460 nm (blu), 550 nm (verde) e 630 nm (rosso), Wright con lunghezze d'onda di 460 nm (blu), 530 nm (verde) e 650 nm (rosso).

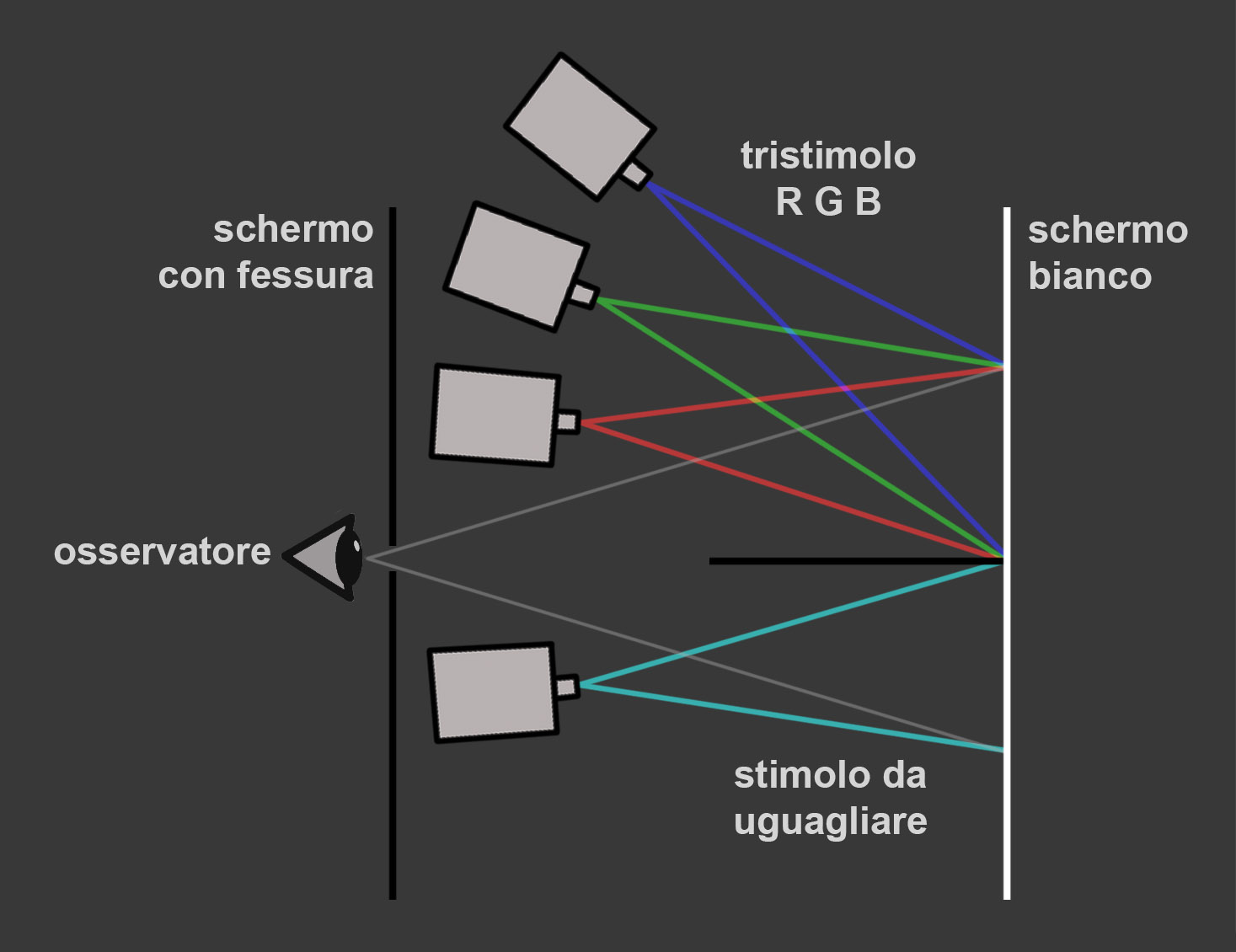
Figura 11. Gli esperimenti di Guild e Wright.

L'osservatore guardava nel colorimetro, con un angolo di vista di due gradi (nella figura l'angolo è molto maggiore per chiarezza), due immagini affiancate; una era prodotta dallo stimolo monocromatico da uguagliare (la cui lunghezza d'onda gli era ignota), l'altra dalla mescolanza additiva dei tre stimoli primari. L'osservatore variava a piacere l'intensità di ciascuno dei tre primari finché le due immagini colorate gli apparivano identiche. In questo modo si potevano rilevare i valori dei tre primari (cioè  i tre valori di tristimolo) e, ripetendo l'esperimento con stimoli di varie lunghezze d'onda, si poteva costruire una tabella di corrispondenze e anche disegnare le tre funzioni color-matching.
In realtà, come è già stato accennato in precedenza, non è possibile scegliere, come tristimolo, tre stimoli reali in grado di uguagliare, se mescolati additivamente, tutti i possibili stimoli visibili, cosa che apparve anche agli osservatori che parteciparono agli esperimenti di Wright e Guild. Ad esempio non risultava possibile uguagliare diversi stimoli che apparivano gialli, nemmeno usando solo come stimoli primari il verde e il rosso. Il problema venne risolto aggiungendo uno stimolo blu allo stimolo da uguagliare. In questo modo però la relazione vista in precedenza diventava:
Q + b[B] ≡ r[R] + g[G] 
L'aggiunta di uno stimolo primario allo stimolo da uguagliare venne considerato equivalente all'aggiunta di uno stimolo negativo ai primari, cioè:
Q ≡ r[R] + g[G] + (-b[B])
Per questo motivo le funzioni color matching determinate da Wright e Guild assumevano anche valori negativi, oltre ad essere diverse fra loro a causa dei diversi stimoli primari usati.
Da queste funzioni nel 1931 la CIE derivò, con trasformazioni matematiche, un'altra terna di funzioni color-matching (a sinistra nella figura 12), usando stimoli primari con lunghezze d'onda di 700 nm (rosso),  546,1 nm (verde) e 435,8 nm (blu). Queste furono ulteriormente trasformate in modo che non vi comparissero valori negativi (a destra nella figura 12) e sono note come Osservatore Standard CIE 1931 (più precisamente sono le funzioni color-matching dell'Osservatore Standard).

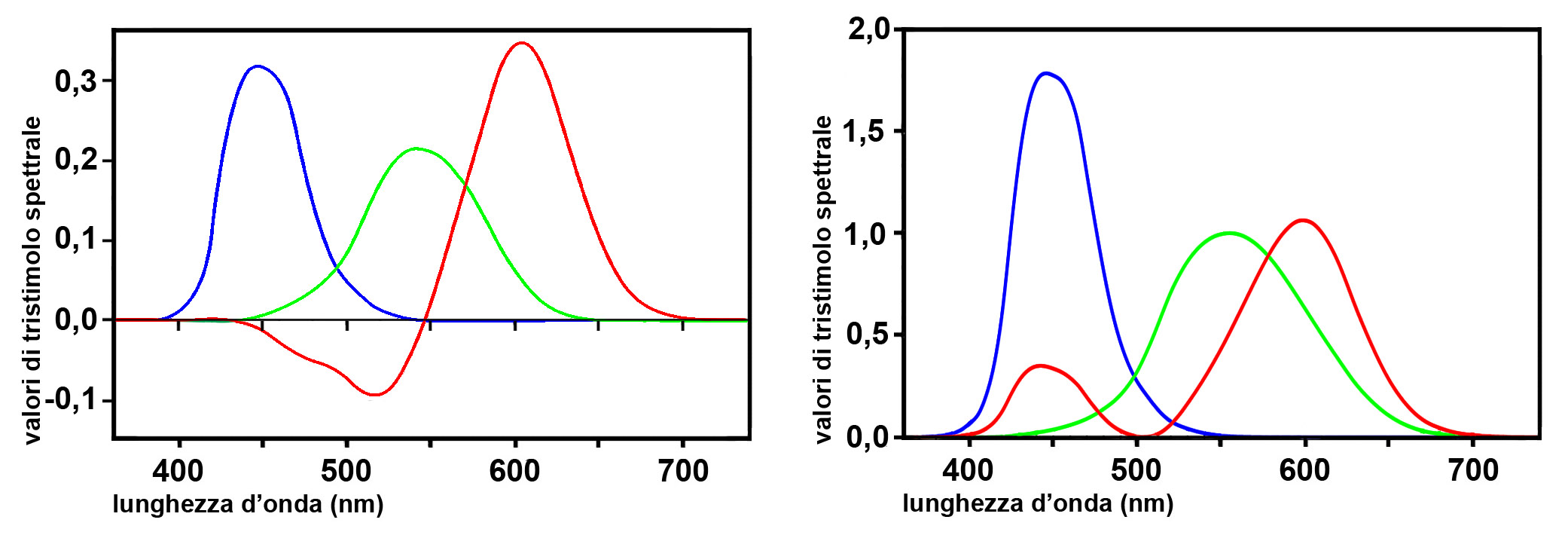
Figura 12. Funzioni color-matching CIE 1931 (a sinistra) e Osservatore standard CIE 1931 a destra.

Da queste curve, che rappresentano i tre valori di tristimolo che uguagliano gli stimoli monocromatici, con un'ulteriore trasformazione matematica la CIE ha ottenuto una rappresentazione bidimensionale dell'area in cui cadono le cromaticità di tutti gli stimoli di colore percepibili, chiamata diagramma di cromaticità CIE 1931 (figura 13).

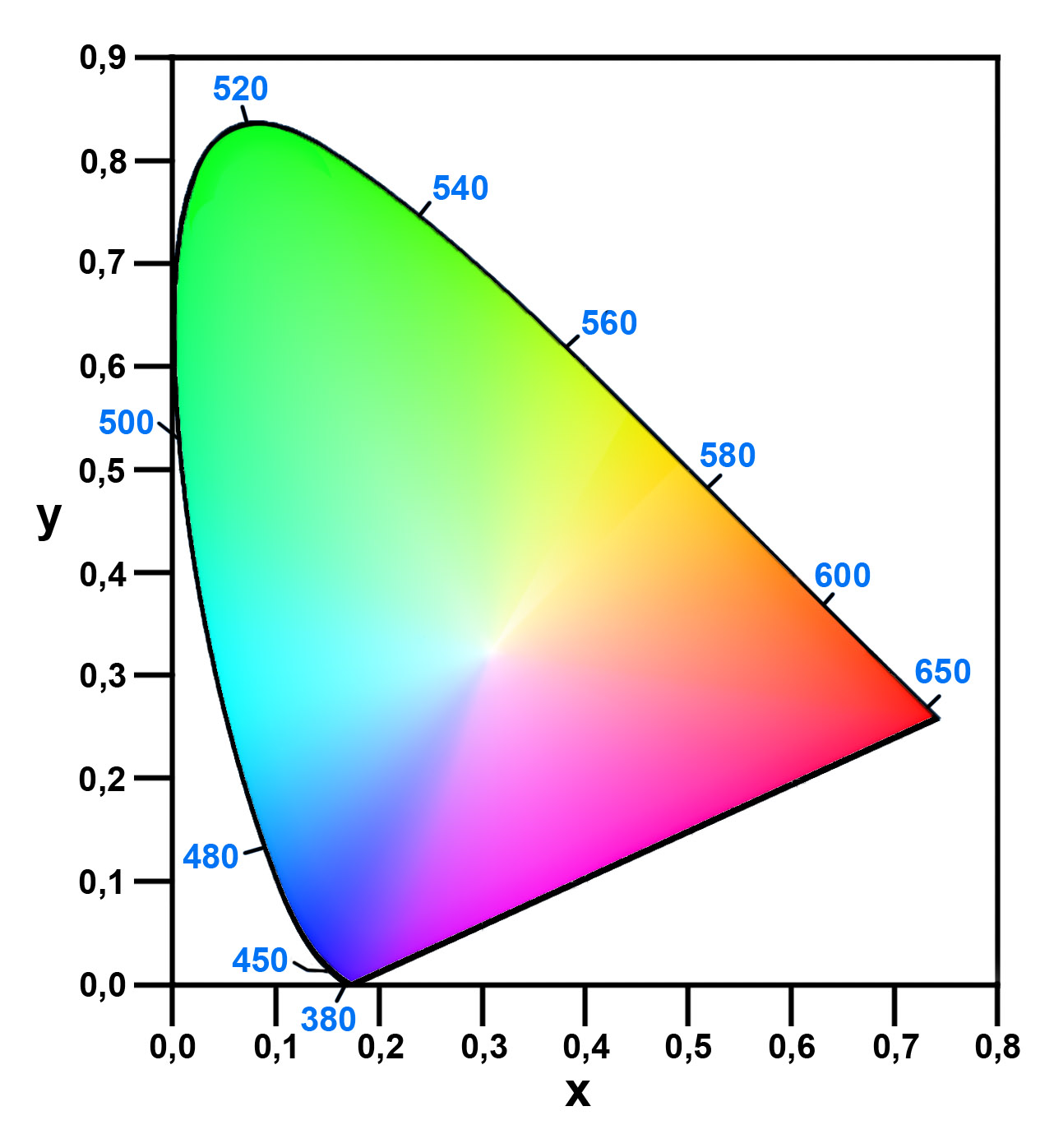
Figura 13. Diagramma di cromaticità CIE 1931.

La linea curva è detta luogo spettrale perché è il luogo dei punti in cui cadono le cromaticità degli stimoli monocromatici, cioè gli stimoli con la massima purezza, percepibili come colori con la massima saturazione;  lungo la curva i numeri azzurri indicano, in nanometri (nm), le corrispondenti lunghezze d'onda; il punto bianco in figura rappresenta il punto di illuminazione per luce diurna (a sua volta definita dalla CIE) detto punto neutro poiché, dal momento che nel diagramma la luminosità non è considerata, rappresenta qualsiasi grigio neutro illuminato da luce diurna.
La cromaticità di uno stimolo è percepita come tinta e saturazione. La tinta di qualsiasi punto nel diagramma è la direzione della retta che va dal punto neutro al punto considerato. Per definizione quindi anche tutti gli altri punti appartenenti a questa retta hanno la stessa tinta e la loro saturazione aumenta quando più ci si allontana dal punto neutro, fino a raggiungere il massimo nel punto in cui la retta interseca il luogo spettrale. Questo punto di intersezione è la lunghezza d'onda dominante dello stimolo considerato e di tutti gli stimoli che stanno sulla suddetta retta.
Il diagramma di cromaticità gode di una proprietà fondamentale: dati due qualsiasi stimoli di colore, la linea retta che congiunge i due punti che li rappresentano, rappresenta tutte le possibili mescolanze additive dei due stimoli. Per questo motivo la linea retta che delimita in basso il diagramma rappresenta tutte le possibili mescolanze additive di uno stimolo monocromatico percepito come violetto (a sinistra) e di uno monocromatico percepito come rosso (a destra). Questa linea è detta linea dei viola o confine dei viola, e le cromaticità che rappresenta (salvo quelle ai due estremi) non possono essere prodotte da un singolo stimolo monocromatico. La proprietà indicata sopra si può estendere a un numero qualsiasi di stimoli. Ad esempio dati tre stimoli di colore, il triangolo delimitato dalle tre linee rette che congiungono i tre punti che li rappresentano, rappresenta la gamma di cromaticità, o gamut, delle possibili mescolanze additive dei tre stimoli.
Il diagramma di cromaticità fornisce anche una dimostrazione visiva del perché non sia possibile, con soli tre stimoli di colore, sintetizzare (cioè fare in modo che l'occhio percepisca) tutti i possibili colori percepibili. Perché fosse possibile occorrerebbe che il diagramma di cromaticità fosse un triangolo. Inoltre i punti che rappresentano gli stimoli di colore usati in pratica per la sintesi tricromatica di solito cadono all'interno del diagramma e non sulla sua frontiera, e ciò riduce ulteriormente la gamma di colori sintetizzabili.
Nelle applicazioni pratiche per la sintesi tricromatica additiva vengono usate diverse terne di stimoli primari RGB. Nella figura 14 il triangolo a sinistra delimita il gamut dei fosfori RGB usati nei tubi a raggi catodici dei televisori, mentre quello a destra il gamut di vari tipi di LCD retroilluminati (usati ad esempio come schermi televisivi, schermi di monitor eccetera)

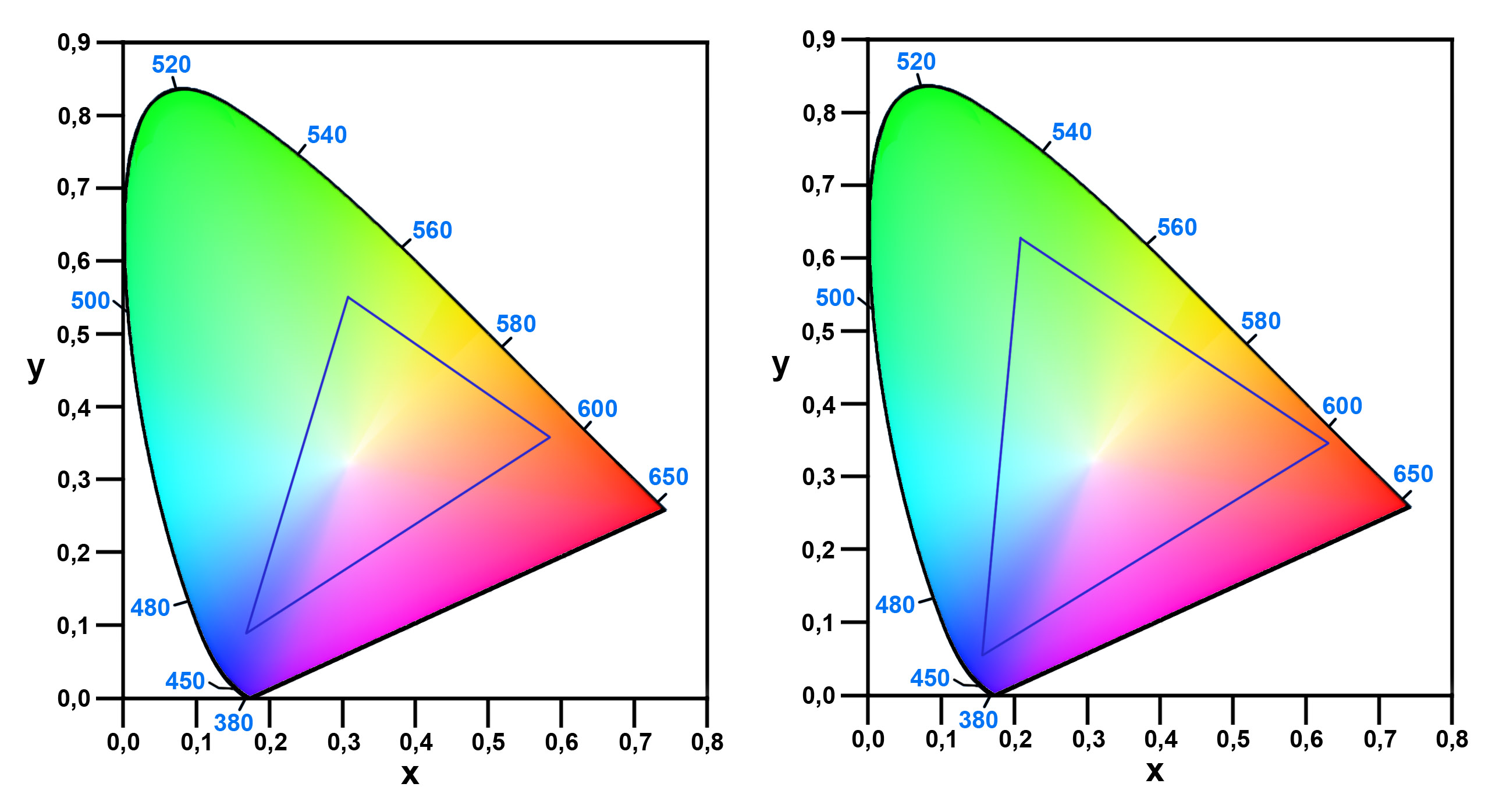
Figura 14. Gamut dei fosfori RGB (triangolo a sinistra) e dei componenti RGB di un LCD retroilluminato (triangolo a destra).

## I metodi additivi
Come già accennato, la mescolanza additiva si può ottenere con diversi metodi, illustrati nel seguito facendo riferimento alla mescolanza o sintesi tricromatica RGB, che è quella più usata in pratica. L'estensione a un numero qualsiasi di primari è intuitiva e nel diagramma di cromaticità il triangolo del gamut diventa un poligono con più di tre lati.

### Sintesi per proiezione

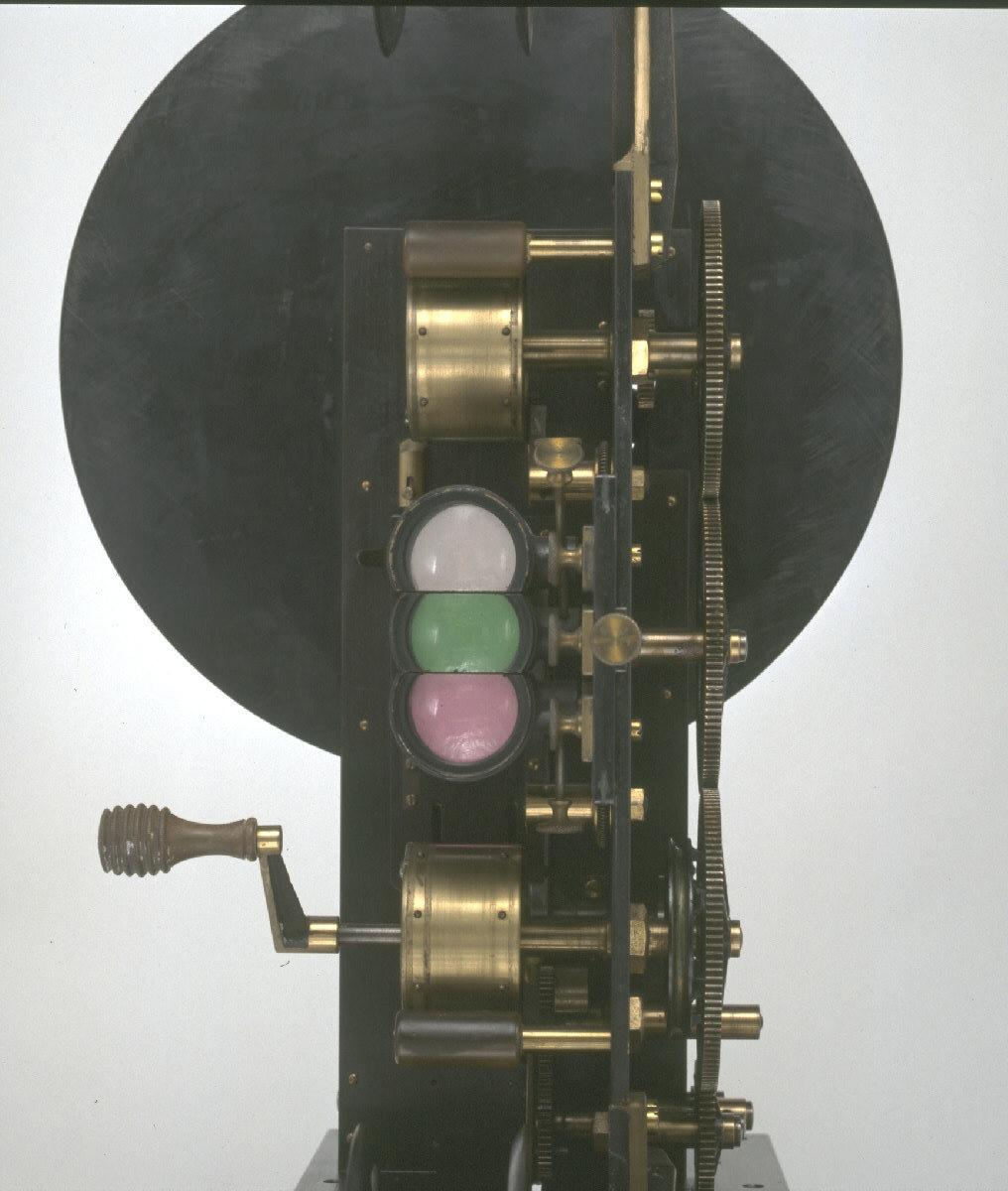
Figura 14. Proiettore per il sistema Lee-Turner, conservato al Science Museum di Londra.

Consiste nel proiettare su uno schermo, normalmente bianco, tre fasci colorati in modo che si sovrappongano e pertanto vengano riflessi sommati verso l'occhio.
Le proiezioni di fotografie sulla falsariga del metodo usato da Maxwell (descritto sopra nella sezione Gli esordi) non sono più in uso.
In cinematografia il metodo è stato usato solo agli esordi, addirittura col primo sistema noto di cinema a colori, il Lee-Turner Colour del 1899 e poi, ad esempio (però con solo due primari anziché tre), nel Technicolor Process 1. È stato in seguito abbandonato in favore dei metodi sottrattivi.
Nella figura 14 è mostrato il proiettore per il Lee-Turner Colour conservato nel Science Museum di Londra, mentre nella figura 15 è illustrato il procedimento di analisi e sintesi dei colori adottato dal Technicolor Process 1.

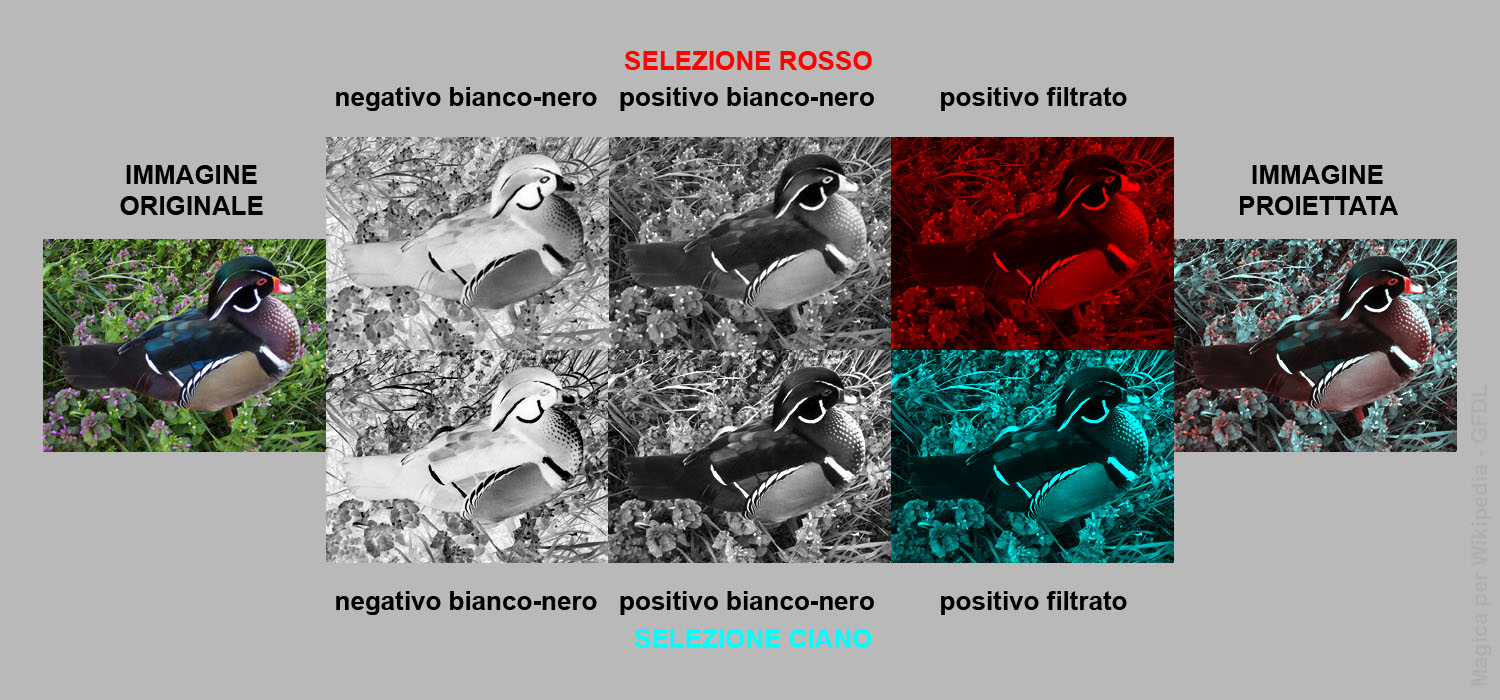
Figura 15. Analisi e sintesi additiva bicromatica rosso e ciano utilizzata dal Technicolor Process 1.

Il metodo è tuttora usato in diversi tipi di videoproiettori.

### Sintesi temporale o per quadri successivi
Consiste nel proiettare o mostrare in rapida successione le immagini RGB in modo che, data la persistenza dell'immagine sulla retina, sia il nostro sistema visivo a sommarle.
In cinematografia è stato usato agli esordi in alcuni sistemi cinematografici, però a due colori, come ad esempio il Kinemacolour del 1906. La cinepresa era caricata con pellicola in bianco e nero e un disco rotante con due filtri colorati RB (rosso e blu) permetteva di ottenere due selezioni cromatiche su due fotogrammi consecutivi. Il positivo in bianco e nero ottenuto dal negativo veniva proiettato con un proiettore dotato a sua volta di un disco rotante con filtri RB.
Per le trasmissioni televisive è stato usato solo dal sistema americano Columbia Broadcasting System del 1950, che non ha avuto successo commerciale.
Il metodo è tuttora usato in diversi tipi di videoproiettori.

### Sintesi a mosaico

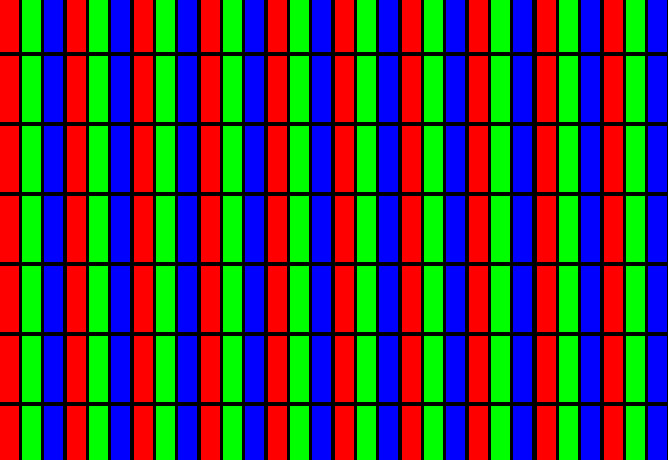
Figura 16. Sottopixel RGB di uno schermo TV LCD retroilluminato.

È il metodo di sintesi additiva tuttora largamente usato. Consiste nel creare un mosaico di tessere colorate o luci RGB giustapposte e sufficientemente piccole che, se osservate da un'opportuna distanza, vengono sommate nell'occhio, il cui potere risolvente non riesce a separarle.

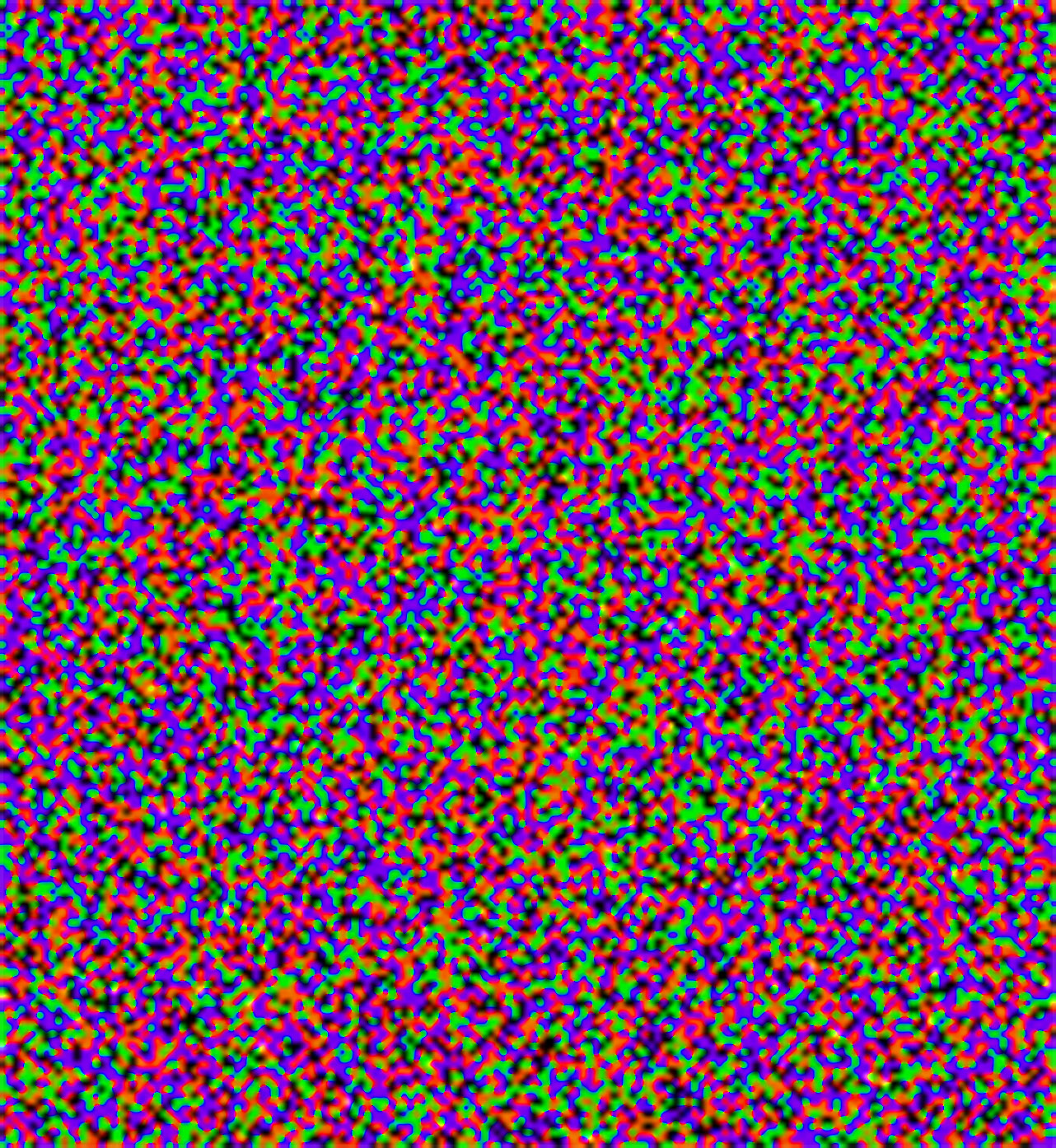
Figura 17. Granelli di fecola colorati su una lastra Autochrome.

Questo metodo è l'unico attualmente usato negli schermi o display per TV, monitor, smartphone ecc. Le tessere hanno forme diverse a seconda dei tipi di schermi (a fosfori, LCD ecc.). La figura 16 mostra un particolare, simulato con Photoshop, di uno schermo televisivo a colori LCD retroilluminato, formato da un mosaico di sottopixel RGB.
Il primo sistema di fotografia a colori, l'Autochrome, del 1907, era basato su questo metodo; il mosaico era costituito da filtri ottenuti con granelli di fecola di patate colorati in arancione, verde e blu-violetto ed era usato sia per scattare le fotografie, su lastra in bianco e nero, sia per osservarle (vedi figura 17, in cui il mosaico è stato simulato con Photoshop).
Anche il sistema di cinematografia a colori Polavision del 1976 e quello di fotografia diapositiva a colori Polachrome del 1983 sono additivi e basati su un mosaico RGB. Entrambi sono stati abbandonati.
La sintesi additiva a mosaico è anche presente in vari procedimenti di stampa (tipografica, offset, a getto d'inchiostro ecc.) nelle zone in cui si devono riprodurre le mezzetinte, anche se gli inchiostri usati sono il giallo, il magenta e il ciano (usualmente con l'aggiunta del nero, che però non ha una funzione cromatica) perché sono quelli che permettono di ottenere il gamut maggiore possibile nelle tinte piene, dove si sovrappongono. Nelle mezzetinte però, ad esempio ottenute con retini, gli inchiostri non si sovrappongono, o si sovrappongono solo in parte, e dove la sovrapposizione non è presente, la sintesi è evidentemente additiva (con l'ulteriore presenza del bianco della carta, nelle zone non inchiostrate). La gamma cromatica ottenibile in questo caso è notevolmente ridotta, come si può osservare a sinistra nella figura 18 in cui, all'interno del diagramma di cromaticità, la curva bianca delimita il gamut ottenibile per sintesi sottrattiva con i moderni inchiostri da stampa YMC (giallo, magenta e ciano), mentre il triangolo interno delimita il gamut ottenibile per sintesi additiva con gli stessi inchiostri (i vertici del triangolo rappresentano i tre primari sottrattivi Y, M e C). A destra nella stessa figura è riprodotta, notevolmente ingrandita, una zona a mezzetinte di una stampa tipografica.

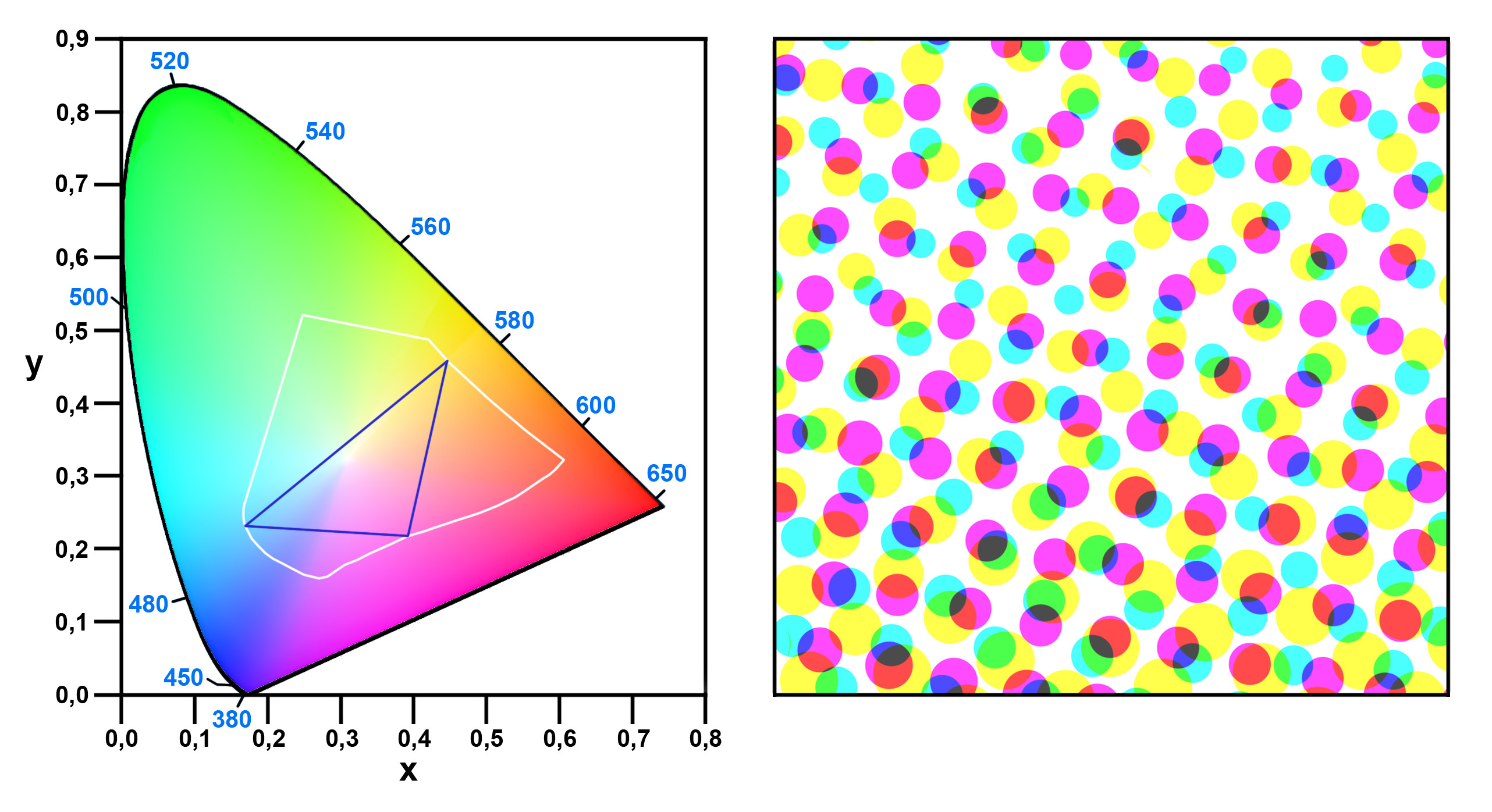
Figura 18. A sinistra: gamut sottrattivo (nella curva bianca) e additivo (nel triangolo) degli inchiostri da stampa YMC. A destra: mezzetinte ottenute con retino.

### Sintesi (e analisi) lenticolare
Questo metodo potrebbe essere considerato una variante del metodo a mosaico, ma è talmente specifico (poiché si applica in modo simmetrico sia nella fase di analisi, sia in quella di sintesi dei colori) da occupare un posto a parte nei testi che sono diventati riferimenti in materia.
Il metodo, detto lenticolare perché fa uso di lenticole, cioè piccole lenti sferiche o cilindriche, è stato usato in diversi procedimenti cinematografici, come il Kellen-Dorian (1908), il Kodacolor (1928) e l'Agfacolor (1930), in alcuni sistemi di trasmissione televisiva di filmati e nei tubi catodici Trinitron.
Nella figura 19 è illustrato (in forma schematica, per chiarezza), il procedimento cinematografico.

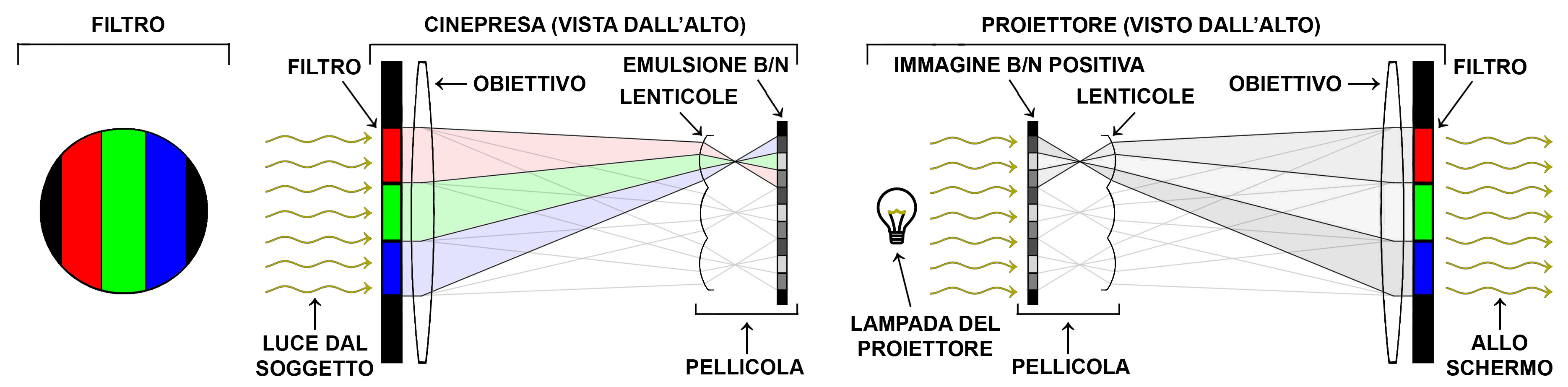
Figura 19. Ripresa e proiezione col metodo lenticolare.

In questo caso le lenticole sono cilindriche e sono incorporate nella pellicola, davanti all'emulsione in bianco e nero pancromatica, quindi sensibile a tutto lo spettro visibile. Davanti all'obiettivo della cinepresa è posto un filtro con tre strisce filtranti (verticali nei tre procedimenti indicati) rossa, verde e blu. I raggi di luce provenienti dall'obiettivo colpiscono le lenticole che ne proiettano le tre selezioni cromatiche sulla pellicola (immagine in centro). Dal negativo in bianco e nero si ottiene un positivo (per stampa o per inversione) con lenticole che viene proiettato con un proiettore a sua volta dotato di un filtro colorato a strisce. Sullo schermo si ottiene così, per sintesi additiva, l'immagine a colori pieni, in cui ogni striscia è ottenuta da tre strisce rossa, verde e blu.
Nella figura 20 sono riportate, da sinistra a destra, l'immagine ripresa, l'immagine a strisce in uscita dalle lenticole, l'immagine sul negativo, l'immagine sul positivo da proiezione e l'immagine visibile sullo schermo. Il numero di strisce è stato ridotto per chiarezza (le lenticole sulle pellicole Kodacolor erano 22 per millimetro di larghezza).

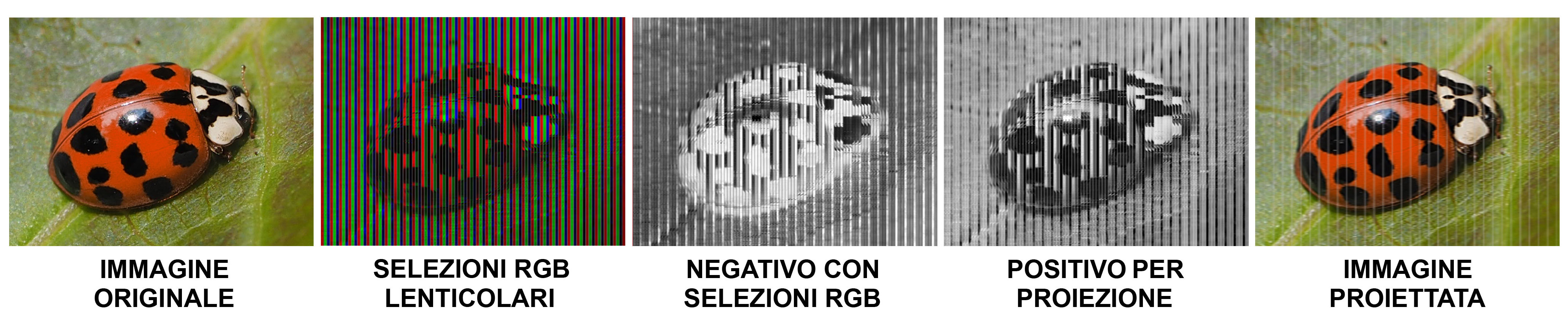
Figura 20. Analisi e sintesi additiva nelle varie fasi del procedimento cinematografico lenticolare.